# Partido Chondoísta Chong-u
El Partido Chondoísta Chong-u (en hangul, 천도교청우당; en hanja, 天道敎靑友黨; romanización revisada, Cheondogyocheong-udang) es uno de los tres partidos políticos norcoreanos que integran el Frente Democrático para la Reunificación de la Patria, el único partido legal del país. Fue fundado el 3 de noviembre de 1945 por un grupo de seguidores de la religión Chondogyo. El líder y fundador del partido fue Kim Tarhyŏn.
En 1945, Chondogyo era la segunda religión más importante en el norte de Corea, con alrededor de 1,5 millón de creyentes; esto explicaría que a pocos meses de su fundación, el partido atrajera a 98.000 miembros, obteniendo un número de afiliados incluso superior al del Partido Comunista de Corea; alcanzando los 204 387 miembros para diciembre de 1946.
El 22 de julio de 1946 se estableció el Frente Democrático para la Reunificación de la Patria y el partido fue uno de los cuatro miembros fundadores que se fusionaron en él. En las elecciones de los comités populares de 1946-1947, obtuvo alrededor del 5,3% de los votos. Cuando Corea del Norte fue establecida de manera formal, en 1948, el partido consiguió el 16,5% de los escaños en la Asamblea Suprema del Pueblo.
Sin embargo, la situación del partido se tornó dificultosa: varios sectores de la Unión Soviética y del gobierno norcoreano no creían en el partido y lo veían como potencialmente contrarrevolucionario. El mayor problema que debía afrontar el partido, era el hecho de seguir mantenimiendo contactos con líderes de la religión Chondogyo en Seúl, Corea del Sur. El líder de esa religión era un ferviente anticomunista que apoyaba al gobierno de Syngman Rhee.
Según el World Factbook de la CIA, el partido ha dejado de funcionar como una entidad independiente; sin existir ninguna organización provincial, solo un núcleo central formal. Pak Sindŏk, quien previamente había sido la cabeza de la organización departamental del partido, habría abandonado el liderazgo, quedando en su cargo Ryu Mi-yong. Aunque el partido existe, confluye junto al Partido Socialdemócrata de Corea en actividades presididas por el PTC.

## Historia
La ideología religiosa Cheondogyo fue creada por los coreanos Donghak en respuesta a las actividades misioneras cristianas en Corea a finales del siglo XIX. El Cheondogyo se convirtió en un foco de nacionalismo coreano. Los agricultores cheondo participaron en la Revolución Campesina Donghak en 1894 y el movimiento jugó un papel importante en el Movimiento Primero de Marzo. Los partidos comunistas de la Unión Soviética y Corea percibieron al Cheondogyo como un "movimiento campesino utópico". En 1945, el Cheondogyo se había convertido en la segunda religión más grande en el norte de Corea, con 1,5 millones de creyentes.
El Partido Chondoísta Chong-u se fundó el 8 de febrero de 1946 con el activista cheondogyo Kim Tarhyon como su primer líder. A los pocos meses de su existencia, reunió a 98.000 miembros y era más numeroso que el Partido Comunista de Corea: en diciembre de 1946 contaba con 204.387 miembros.
El 22 de julio de 1946 se formó el Frente Democrático para la Reunificación de Corea como frente único. El Partido Chondoísta Chongu fue uno de los cuatro partidos que lo integraban. De ahí la subordinación del partido al Partido Comunista de Corea fue formalizada.
El Partido Chondoísta Chong-u es invocado a veces en la propaganda norcoreana dirigida a los extranjeros, pero mucho menos que el Partido Socialdemócrata de Corea. La razón es que el Cheondogyo ha caído en un relativo olvido incluso en Corea del Sur, mientras que la socialdemocracia sigue siendo una ideología política aceptada en el extranjero.
En 1986, el exministro de Asuntos Exteriores de Corea del Sur, Choe Deok-sin, desertó al Norte y se convirtió en líder del Partido Chondoísta Chong-u.

## Liderazgo reciente
En 2001 y 2012, La presidenta del comité central del partido era Ryu Mi-yong. También era miembro del Presídium de la Asamblea Popular Suprema (en 2014), presidenta del Comité Central de Orientación de la Asociación Chondoísta de Corea (en 2010) y presidenta del Consejo para la Reunificación de la Nación de Tangun (en 2012). Ryu falleció en noviembre de 2016, dejando el puesto vacante. En 2019, el vicepresidente del comité central del partido era Ri Myong-chol. Fue sucedido por Yun Jong-ho. Desde 2021 Ri es el presidente del comité central.
Según la Agencia Central de Inteligencia de los Estados Unidos en 2006, el partido sigue bajo el control del Partido del Trabajo de Corea.
El partido obtuvo 22 de los 687 escaños en la Asamblea Suprema del Pueblo en las elecciones de 2014.